# Бучауска
Бу́чауска (латыш. Bučauska) — населённый пункт в Мадонском крае Латвии. Входит в состав Дзелзавской волости. Находится у региональной автодороги P37 (Плявиняс — Мадона — Гулбене) в полутора километрах к западу от волостного центра, села Дзелзава.
По данным на 2007 год, в Бучауске проживало 39 человек. Есть православная церковь Илии Пророка, построенная в 1874 году по проекту Яниса-Фридриха Бауманиса.